# Berlekrumyia africanella
Berlekrumyia africanella là một loài côn trùng trong họ Berothidae thuộc bộ Neuroptera. Loài này được U. Aspöck & H. Aspöck miêu tả năm 1988.